# Otto Rohwedder
Otto Claus Johann Rohwedder (* 3. Dezember 1909 in Hamburg; † 15. Juni 1969 ebenda) war ein deutscher Fußballspieler, der als Angreifer des Eimsbütteler TV in den Jahren 1934 bis 1937 fünf Einsätze in der deutschen Fußballnationalmannschaft absolviert und dabei zwei Tore erzielt hat.

## Laufbahn

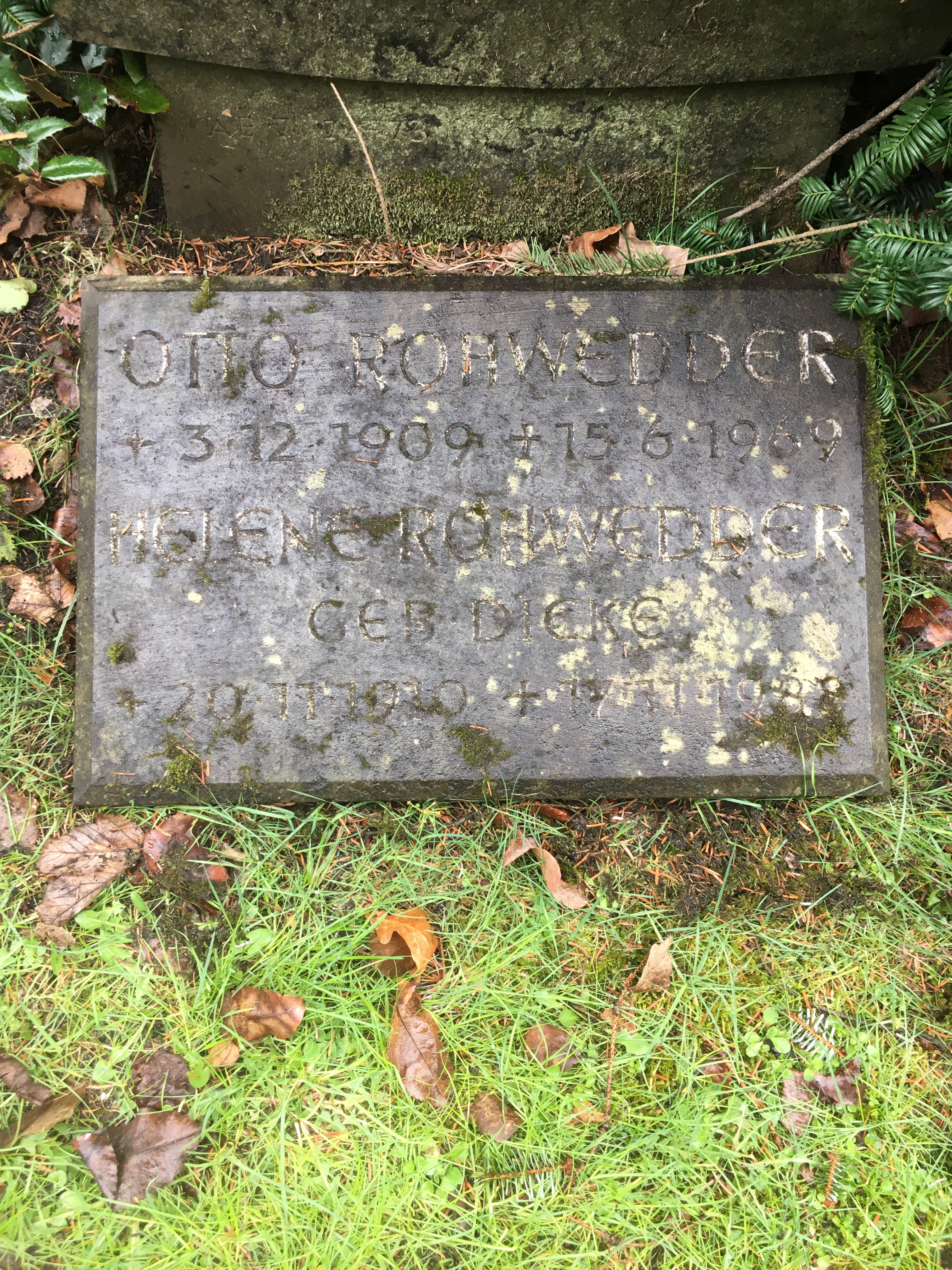
Grabstätte Otto Rohwedder auf dem Friedhof Ohlsdorf

Rohwedder, fußballerisch aufgewachsen in der Jugendabteilung des ETV, kam schon mit 17 Jahren in der Saison 1926/27 erstmals in der 1. Mannschaft zum Einsatz. Die Elf vom ETV-Platz am Lokstedter Steindamm – unmittelbar neben Victorias „Hoheluft“ gelegen –, spielte zu diesem Zeitpunkt in der Norddeutschen Liga (Alsterkreis) und hatte es mit dem übermächtigen Hamburger SV (1:8/2:12), sowie SC Victoria (3:5/2:8) und dem Polizei SV (3:2/0:0) zu tun, und belegte hinter den drei Konkurrenten den vierten Platz. Der 1,90-m-Hüne stellte eine Mischung aus Größe, Kraft, Spielintelligenz, ausgefeilter Technik und gewaltiger Schusskraft in beiden Beinen dar. Bereits am 29. Juni 1927 gab Rohwedder seinen Einstand in der Auswahl Hamburgs und brachte es bis zum 7. November 1937 auf insgesamt 24 Spiele mit 13 Toren. Seinen ersten großen Erfolg feierte der Offensivspieler nicht mit den Rot-Weißen des ETV, sondern in Reihen der Auswahl von Norddeutschland. Am 5. Juni 1932 fand das Endspiel um den Bundespokal in Leipzig gegen Süddeutschland statt. Mit Richard Dörfel und Eduard Wolpers bildete der Angriffsdirigent des Eimsbütteler TV den Innensturm des mit 2:1 Toren siegreichen Nord-Teams. Da das ETV-Eigengewächs seine größten Spiele im Trikot seiner Vereinsmannschaft bestritt, dauerte es für den Frühbegabten bis zum 7. Oktober 1934, bis er unter Reichstrainer Otto Nerz, in der Fußballnationalmannschaft sein Debüt geben durfte. In Kopenhagen setzte sich die DFB-Elf mit einem 5:2 gegen Dänemark durch und der Mann vom ETV steuerte einen Treffer dazu bei. Der Angriff der siegreichen deutschen Mannschaft formierte sich mit Ernst Lehner, Karl Hohmann, Rohwedder, Fritz Szepan und Josef Fath.
Vorangegangen war aber in der ersten Runde der Gauliga Nordmark, 1933/34, der Titelgewinn mit Eimsbüttel vor dem norddeutschen Seriensieger Hamburger SV. Die Mannschaft von Trainer Walter Risse (sen.) verlor zwar beide Spiele gegen den HSV, entschied das Meisterschaftsrennen aber in der Endphase doch mit einem Punkt Vorsprung, unter Mithilfe der Kieler "Störche" – zwei Siege gegen den HSV –, zu ihren Gunsten. In der Endrunde um die deutsche Meisterschaft ragte der 3:2-Heimerfolg am 29. April gegen den FC Schalke 04 heraus. Rohwedder egalisierte mit zwei Toren die 2:0-Führung der "Knappen-Elf", die am 24. Juni 1934 in Berlin das Finale mit 2:1 Toren gegen den 1. FC Nürnberg entscheiden konnte. Die Titelverteidigung gelang dem ETV souverän. Mit 32:4 Punkten – darunter mit 8:3 am 2. Dezember 1934 ein Kantersieg gegen den HSV – setzten sich Rohwedder und seine Mannschaftskameraden Karl Böhlcke (Torhüter), Ernst Timm, Hans Rohde, Erwin Stührk, Otto Lüdecke, Willi Schindowski, Wilhelm Ahlers, Herbert Panse, Karl Mohr, Willi Reuter und Herbert Maack mit sechs Punkten Vorsprung in der Gauliga Nordmark durch. Erneut gelang in der Endrunde um die deutsche Meisterschaft am 26. Mai 1935 ein 2:1-Heimerfolg gegen den amtierenden Deutschen Meister FC Schalke 04.
In der Nationalmannschaft fand seine beste Phase im ersten Halbjahr 1935 statt. Am 27. Januar gehörte er der DFB-Elf an, die in Stuttgart vor 60.000 Zuschauern die Schweiz mit 4:0 Toren bezwang. ETV-Kollege Stührk debütierte in der Verteidigung und der Angriff formierte sich mit Ernst Lehner, Otto Siffling, Edmund Conen, Rohwedder und Stanislaus Kobierski. Am 17. Februar folgte der dritte Einsatz gegen die Niederlande und er gehörte vier Wochen später zum Aufgebot für das Länderspiel in Paris gegen Frankreich. Ende Juni gehörte er dem DFB-Aufgebot einer Nordlandreise an. Beim 1:1-Remis am 27. Juni in Oslo gegen Norwegen saß er auf der Ersatzbank, bei der 1:3-Niederlage drei Tage später in Stockholm bestritt er sein viertes Länderspiel. Er spielte auf Halblinks und erzielte den deutschen Gegentreffer. Trotz der überragenden Runde mit dem ETV 1935/36 – zum dritten Mal in Folge Meister der Gauliga Nordmark mit 34:2 Punkten und 89:26 Toren –, fand sein fünfter Länderspieleinsatz erst am 25. April 1937 in Hannover gegen Belgien statt. Es war gleichzeitig seine letzte Berücksichtigung in der Nationalmannschaft. Im Mai des Jahres kam er noch in zwei Testspielen einer Deutschland-Auswahl gegen die englische Profimannschaft Manchester City zum Einsatz, aber der glänzende Auftritt der Nationalmannschaft am 16. Mai 1937 in Breslau beim 8:0-Erfolg gegen Dänemark beendete seine Länderspielkarriere.
Nach den drei Gauligameisterschaften errang Rohwedder mit dem ETV 1938 und 1939 noch zweimal die Vizemeisterschaft in der Gauliga Nordmark und schloss sich nach Disharmonien mit Trainer Risse zur Runde 1939/40 dem großen Rivalen Hamburger SV an. Wegen des Kriegsbeginns begann erst am 26. November 1939 eine "Kriegs-Gaumeisterschaft" in zwei Gruppen. Der HSV gewann die eine – Rohwedder kam auf 14 Spiele mit zwei Toren –, der ETV die andere Gruppe. Bei den Endspielen um die Meisterschaft der Bereichsklasse triumphierten die Eimsbüttler mit 4:1 auf der Hoheluft und 6:0 am Rothenbaum. In seinem zweiten HSV-Jahr, 1940/41, erlebte Rohwedder einen krass überlegenen HSV. Er konnte zwar als Soldat nur selten von der Front zu den Spielen anreisen und war deshalb nur in zwölf Spielen mit neun Toren am Ligabetrieb beteiligt, aber der HSV setzte sich in 22 Spielen in der Nordmark mit 44:0 Punkten und 104:25 Toren vor dem ETV durch. In der Endrunde um die deutsche Meisterschaft war Rohwedder nur am 13. April 1941 beim 2:1-Heimerfolg gegen den 1. Sport-Verein Jena an der Seite der Sturmkollegen Erich Melkonian und Edmund Adamkiewicz verfügbar. Er erzielte in der 65. Spielminute den 2:0-Führungstreffer. Den Beginn der Kriegsrunde 1943/44 bestritt er noch für die Hamburger, anschließend war er durch seinen Standort bedingt für den HSV Groß Born aktiv. Nach dem Ende des Zweiten Weltkriegs beendete er im Sommer 1946 seine Spielerlaufbahn. Er wurde ein angesehener Kaufmann mit den sprichwörtlichen hanseatischen Tugenden.
Otto Rohwedder wurde in der Familiengrabstätte auf dem Friedhof Ohlsdorf im Planquadrat AE 7 westlich von Kapelle 8 beigesetzt. Dort erinnert ein Kissenstein an den Sportler.
Walter Jens, als Junge den Helden des ETV verfallen, verfasste die Eloge „Vorbei die Eimsbüttler Tage“ und hat darin die Erinnerungen an die ETV-Glanzzeit in die unübertroffenen Worte gefasst:

„Derle Ahlers, Otto Rohwedder, Herbert Panse, Kalli Mohr und Hanno Maack – wenn ich den letzten Goethe-Vers vergessen habe, werde ich den Eimsbütteler Sturm noch aufzählen können.“